# Feldbahnen von Vernet-les-Bains
| Feldbahnen von Vernet-les-Bains Voie ferree de terminal minier et hauts-fourneaux de Ria Réseau ferré de la Compagnie des Mines de Riols Concessions de Sahorre, Vernet, Saint-Vincent et Casteil | Feldbahnen von Vernet-les-Bains Voie ferree de terminal minier et hauts-fourneaux de Ria Réseau ferré de la Compagnie des Mines de Riols Concessions de Sahorre, Vernet, Saint-Vincent et Casteil |
| --- | --- |
| Decauville-Lokomotive an der Cady-Brücke zwischen der Kapelle Saint-Clément de la Serre und Corneilla-de-Conflent                                                                                 | |
| Ehemalige Feldbahntrassen auf einer topographischen Karte von 2021 | |
| Spurweite: | 600 bzw. 1000 mm |
| | |

Die Feldbahnen von Vernet-les-Bains waren zwischen 1900 und 1963 betriebene Schmalspurbahnen mit einer Spurweite von 600 oder 1000 mm bei Vernet-les-Bains und Villefranche-de-Conflent im Département Pyrénées-Orientales in Frankreich.

## Geschichte
Albert Rougier, der Gründer der Société des Chemins de Fer Miniers de Pyrénées-Orientales, begann 1900 mit dem Bau des Feldbahn-Netzes, als Auftragnehmer für den Transport der Cie minière de Riols et de Ria. Zu dieser Zeit war die Cie de Riols Eigentümer der Minen Vernet, Escaro-Nord und Aytua. Die Cie de Fillols besaß die gleichnamigen Bergwerke sowie die von Casteil und Sahorre.

## Feldbahnstrecken
In der Gegend gab es mindestens sieben konzessionierte Feldbahnen sowie weitere Standseilbahnen und Seilbahnen, die vor allem zum Transport von in den lokalen Steinbrüchen gewonnenen Eisenerzes eingesetzt wurden:
- Bahnhof von Ria-Sirach – Villefranche-de-Conflent, Porte de France (um 1900 bis um 1963)
- Bahnhof von Ria-Sirach – Hochöfen von Ria-Sirach (Decauville-Bahn, Spurweite 600 mm, 1902 bis um 1930)
- Vernet-les-Bains, Camp del Mas –  Vernet-les-Bains, Strecke zum Bahnhof von Sahorre (1901 bis um 1963)
- Vernet Les Bains, Camp del Mas – Vorstadt von Sahorre (1902 bis um 1963)
- Vernet Les Bains, Camp del Mas – Corneilla-de-Conflent, Röstöfen von Saint-Clément (um 1901 bis um 1963)
- Villefranche-de-Conflent, Porte de France – Serdinya, Nationalstraße N 116 (um 1900 bis um 1907)
- Villefranche-de-Conflent, Porte de France – Vernet-les-Bains, Camp del Mas (1901 bis um 1963)

Außer Eisenerz wurde auch Mangan gewonnen. Um 1950 wurden die Eisenminen unrentabel und daher geschlossen. In einigen Steinbrüchen, wie z. B. Escaro, wurde danach Flussspat (Calciumfluorid oder Fluorit) abgebaut.
Darüber hinaus wurden dampfbetriebene Feldbahnen von Bauunternehmern vorübergehend zur Begradigung des Flusses Cady eingesetzt, um die Hochwasser-Gefahr zu minimieren.

## Streckenverlauf
Ausgehend vom Bergwerksterminal in Ria führte die meterspurige Bahn auf einer eigenen Trasse das rechte Ufer des Têt-Tals hinauf bis nach Villefranche-de-Conflent. Dort gabelte sie sich in zwei Zweigstrecken: Ein Zweig führte weiter entlang der RN 116 bis Serdinya. Mit einer davon unabhängigen Konzession führte die andere Zweigstrecke das Cady-Tal hinauf bis zum Camp del Mas in Vernet-les-Bains. Dort verzweigte dieser zweite Zweig in drei unabhängig voneinander konzessionierte Streckenabschnitte nach Vernet-les-Bains, durch einen Tunnel nach Sahorre im Nachbartal und zu den Röstöfen Fours à Griller de Corneilla-de-Conflent, in denen das schwefelhaltige Erz geröstet wurde. Das mit Kohle geröstete Erz verlor dabei einen Teil seines Kohlenstoffs als CO2, wurde leichter und bröckeliger und ließ sich daher leichter transportieren und verarbeiten.